# Smithfield (Nebraska)
Smithfield es una villa ubicada en el condado de Gosper en el estado estadounidense de Nebraska. En el Censo de 2010 tenía una población de 54 habitantes y una densidad poblacional de 123,37 personas por km².

## Geografía
Smithfield se encuentra ubicada en las coordenadas 40°34′24″N 99°44′27″O / 40.57333, -99.74083. Según la Oficina del Censo de los Estados Unidos, Smithfield tiene una superficie total de 0.44 km², de la cual 0.44 km² corresponden a tierra firme y (0%) 0 km² es agua.

## Demografía
Según el censo de 2010, había 54 personas residiendo en Smithfield. La densidad de población era de 123,37 hab./km². De los 54 habitantes, Smithfield estaba compuesto por el 94.44% blancos, el 0% eran afroamericanos, el 0% eran amerindios, el 1.85% eran asiáticos, el 0% eran isleños del Pacífico, el 0% eran de otras razas y el 3.7% pertenecían a dos o más razas. Del total de la población el 0% eran hispanos o latinos de cualquier raza.